# Rrëshen
Rrëshen kisváros Albánia északnyugati részén, Lezhától légvonalban 20 kilométerre keleti irányban, a Mirdita vidékének a Kis-Fan folyó partján fekvő közigazgatási és gazdasági központja, a római katolikus Rrësheni egyházmegye székhelye. Lezha megyén belül Mirdita község, valamint Rrëshen alközség központja; ez utóbbi közigazgatási egység további települései Bukmira, Fushë-Lumth, Gëziq, Jezull, Kodër Rrëshen, Kulma, Lurth, Malaj, Malaj Epërm, Ndërfushas, Ndërfan, Sheshaj, Tarazh és Tena. A 2011-es népszámlálás alapján Rrëshen alközség népessége 8803 fő.

## Története és nevezetességei
A fiatal várost Fushë-Lumth falu közelében létesítették a második világháborút követő években, majd 1949-ben városi jogállást kapott és Mirdita központja lett. Az elkövetkező évtizedekben a közeli Rubik és Kurbnesh környéki bányákban kifejtett érc feldolgozó centrumává[forrás?] fejlesztették. 1987-ben adták át a Milotot Rrëshenen keresztül Burrellal és Klosszal összekötő ipari vasúti szárnyvonalat. 1996 decemberében Oroshból Rrëshenbe helyezték át a mirditai római katolikus egyházmegye székhelyét, s 2001-ben szentelték fel a püspökség főtemplomát, a Világmegváltó Jézus-székesegyházat (Katedralja e Jezusi i Vetmi Shpëtimtar i Botës).
A városban található Mirditai Történeti Múzeum (Muzeu Historik Mirditë) tárlatai elsősorban a vidék helytörténetét és néprajzát, valamint színes népviseletét mutatják be, de népviseletek és népi hangszerek kiállítása a főtéren álló Kultúrpalotában (Pallati i Kulturës) is látogatható.
A város szomorú nevezetessége, hogy a kommunisták által bebörtönzött Musine Kokalari (1917–1983) írónő 1961-es szabadulása után rrësheni internáltként, utcaseprőként élte le életét.